# Tuizelo
Tuizelo é uma povoação portuguesa sede da Freguesia de Tuizelo do Município de Vinhais, freguesia com 34,80 km² de área e 296 habitantes (censo de 2021), tendo, por isso, uma densidade populacional de 8,5 hab./km².
Situada na zona norte do município, a cerca de 12 km de Vinhais, o acesso é feito pela EN 316. Além da sede, a freguesia compreende as aldeias de Peleias, Salgueiros, Quadra, Nuzedo de Cima, Cabeça de Igreja e Revelhe.

## Demografia
Nota: Nos anos de 1911 a 1930 tinha anexada a freguesia de Cabeça da Igreja. Pelo decreto lei nº 27.424, de 31/12/1936, Cabeça de Igreja passou a fazer parte desta freguesia. Nos censos de 1890 e 1900 figuram como freguesias distintas.
A população registada nos censos foi:
| Distribuição da População por Grupos Etários | Distribuição da População por Grupos Etários | Distribuição da População por Grupos Etários | Distribuição da População por Grupos Etários | Distribuição da População por Grupos Etários |
| -------------------------------------------- | -------------------------------------------- | -------------------------------------------- | -------------------------------------------- | -------------------------------------------- |
| Ano                                          | 0-14 Anos                                    | 15-24 Anos                                   | 25-64 Anos                                   | > 65 Anos                                    |
| 2001                                         | 37                                           | 48                                           | 253                                          | 167                                          |
| 2011                                         | 12                                           | 24                                           | 176                                          | 175                                          |
| 2021                                         | 8                                            | 11                                           | 120                                          | 157                                          |

## História
O povoamento do território desta freguesia é muito anterior ao século XII, pelo que apontam os vestígios de povos antigos na região (tal como fortificados castrejos). Tuizelo deriva da palavra de origem germânica “Teodicellus” que se trata de um nome histórico de um rei visigodo da Península.

## Património

### Arquitetónico
- Santuário Mariano de Nossa Senhora dos Remédios (Tuizelo)
- Igreja Paroquial de Santo André (Tuizelo)
- Igreja de S. Bartolomeu (Cabeça de Igreja)
- Igreja de Nossa Senhora da Assunção (Nuzedo)
- Capela de Santo Cristo (Tuizelo)
- Capela de Santa Madalena (Tuizelo)
- Capela de S. Roque (Peleias)
- Capela de S. Lourenço (Salgueiros)
- Capela de Santa Bárbara (Revelhe)
- Capela de S. Pedro (Quadra)
- Fonte da Senhora (Tuizelo)
- Alminhas (Quadra)
- Casa dos Fidalgos (Salgueiros)
- Moinhos de Água (Tuizelo)

### Cultural

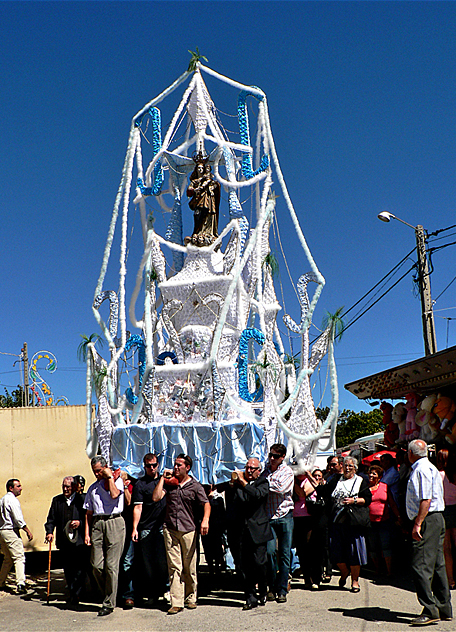
Procissão, Tuizelo.

- Festa de Nossa Senhora dos Remédios - Realiza-se de 31 de Agosto a 8 de Setembro, em Tuizelo. No âmbito desta festa são realizadas novenas. No dia 7 de Setembro dá-se a procissão das velas. O dia 8 é o culminar das celebrações, onde para além das inúmeras bancadas de venda ambulante que se podem encontrar, a partir do 12:00 dá-se a procissão principal, onde várias pessoas ajudam a carregar os 3 andores. Além disto, a partir da tarde dá-se início à actuação das (normalmente duas) bandas ( vulgo "conjuntos") e entre outras atracções destacam-se a pista de carros de choque, os insufláveis e claro, o colorido fogo de artifício.
- Festa de S. Bartolomeu - Comemora-se a 24 de Agosto, em Quadra.
- Festa de S. Bartolomeu - Com lugar também a 24 de Agosto, em Cabeça de Igreja.
- Festa de S. Lourenço - Tem lugar a 10 de Agosto, em Salgueiros.
- Festa de Nossa Senhora da Assunção - Realiza-se a 15 de Agosto, em Nuzedo de Cima.
- Festa de S. Roque - No dia 16 de Agosto, em Peleias.
- Festa de Santa Bárbara - Celebra-se no 1º Domingo de Agosto, em Revelhe.

### Gastronomia
A principal atração neste campo é o tradicional fumeiro caseiro, típico da região (linguíça, alheira, salpicão). Outros destaques são a castanha, as casulas e os cuscus (farinha de trigo e água, cozidos em banho-maria).

## Galeria de imagens

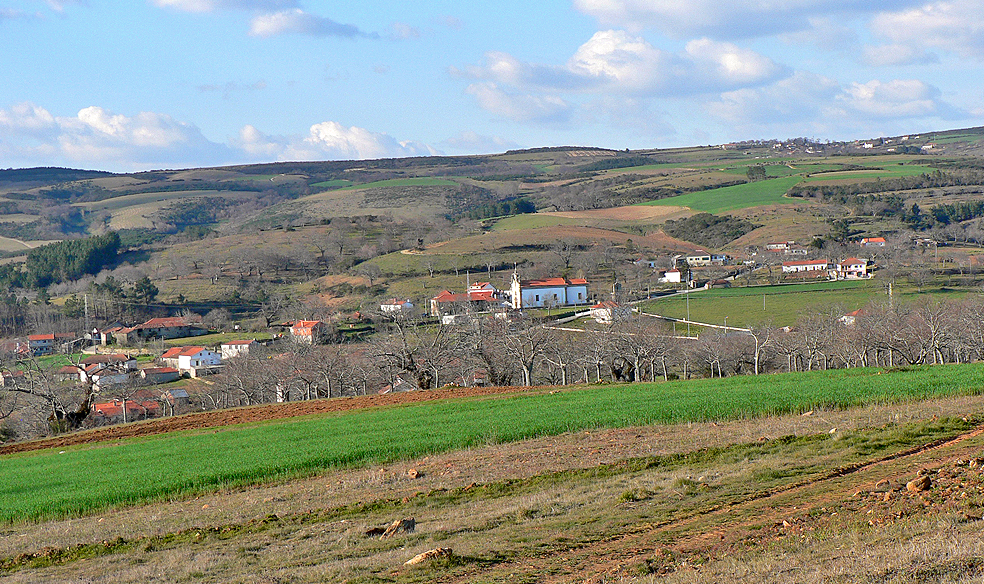
Tuizelo, "cimo do povo"
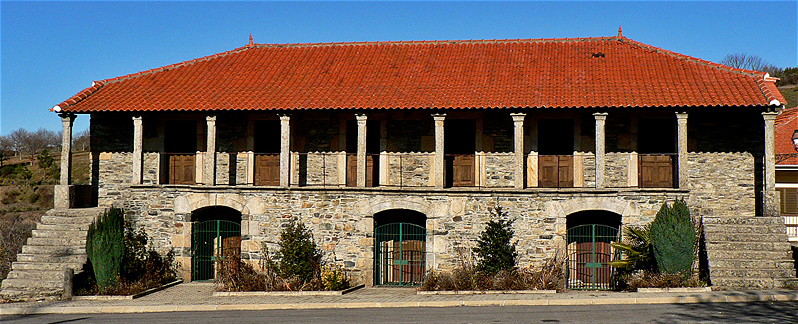
Casa da Santa, Tuizelo
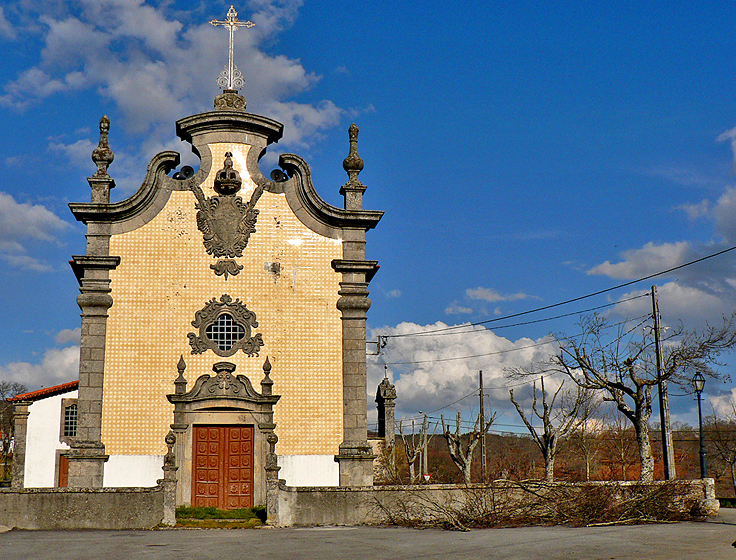
Santuário de Nossa Sra. dos Remédios
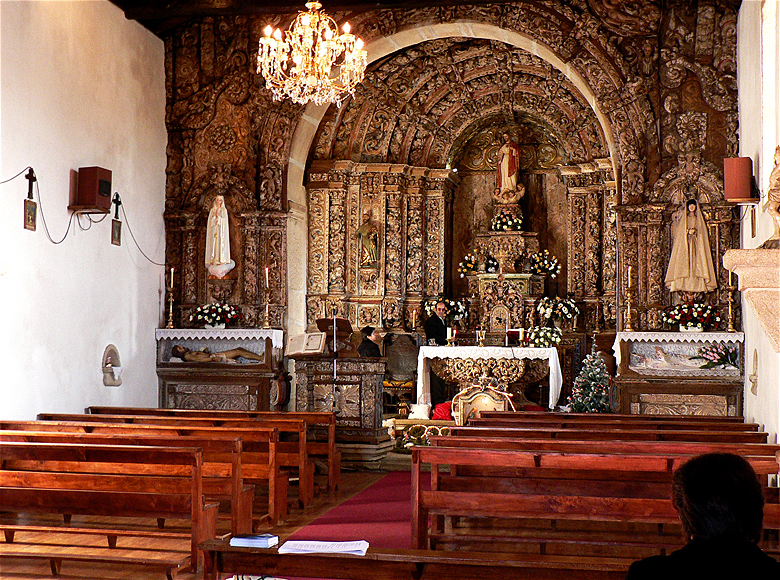
Interior da Igreja de Santo André
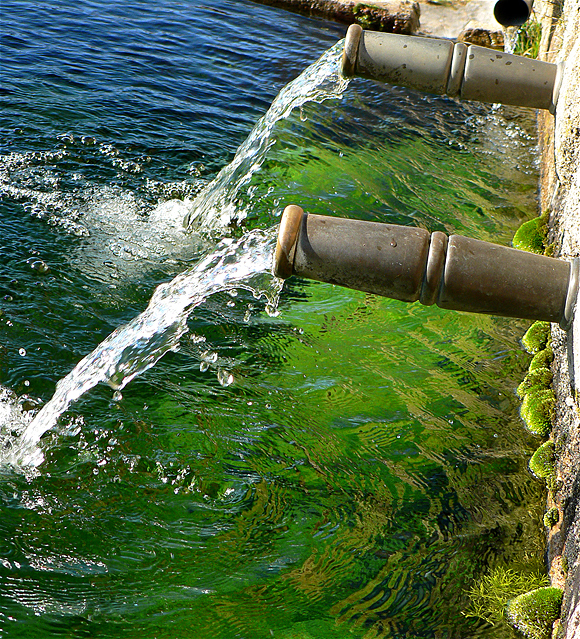
Bicas da Fonte da Senhora
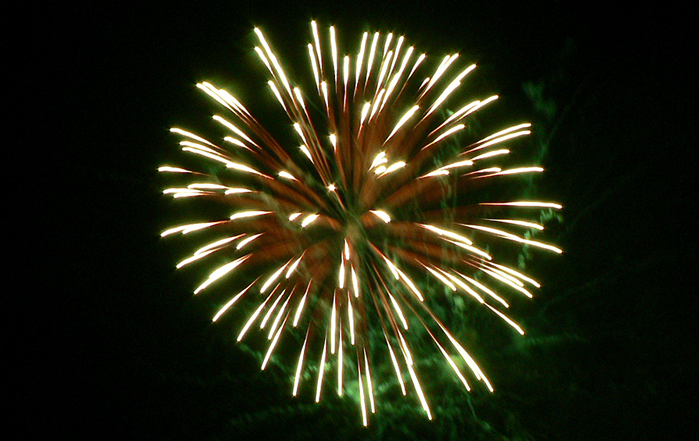
Fogo de artifício, Tuizelo
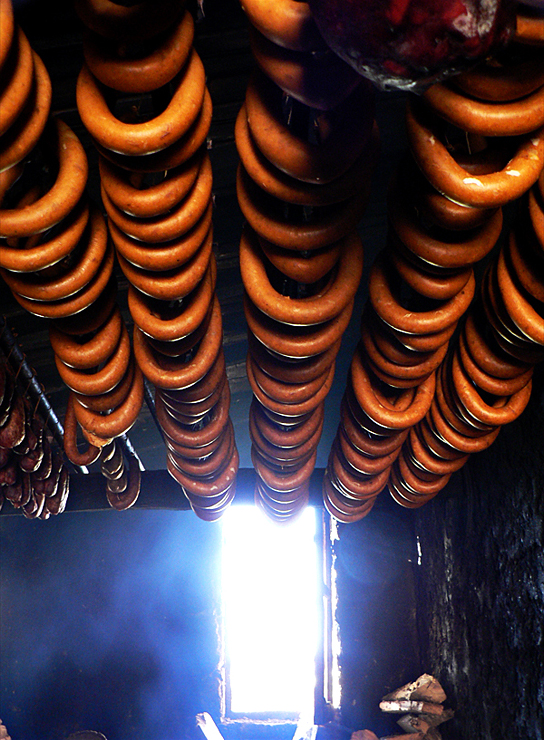
Fumeiro, Tuizelo